# Sat.1

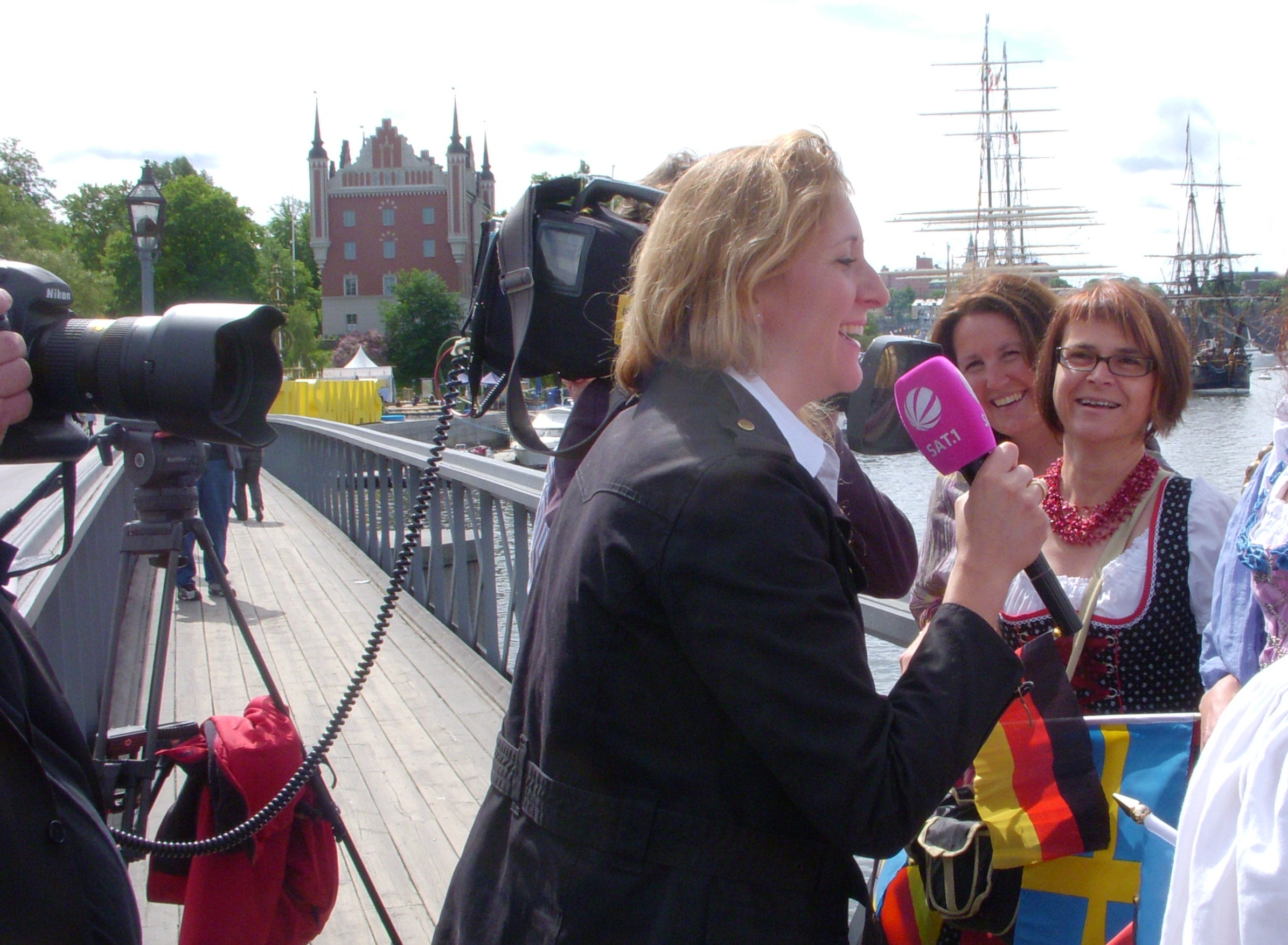
Sat.1 rapporterar från Bröllopet mellan kronprinsessan Victoria och Daniel Westling i juni 2010.

Sat.1 är en tysk TV-kanal som ingår i ProSiebenSat.1 Media. Den lanserades den 1 januari 1984.
Vid 1990-talets slut hårdbevakade kanalen bland annat Bundesligafotbollen samt sände sport, filmer och TV-serier.

### Fotnoter
1. ↑  Frank Östergren, Richard Karlsson (28 oktober 1998). ”Såpornas krig”. Aftonbladet. http://wwwc.aftonbladet.se/tv/special/digital/kanalerna.html. Läst 11 januari 2017.